# Bukol
Bukol je vesnice, část obce Vojkovice v okrese Mělník ve Středočeském kraji. Nachází se asi 2,5 kilometru severovýchodně od Vojkovic. Leží na pravém břehu Vltavy. Bukol je také název katastrálního území o rozloze 3,02 km².

## Historie
První písemná zmínka o vesnici pochází z roku 1295.

## Obyvatelstvo
| Rok            | 1869 | 1880 | 1890 | 1900 | 1910 | 1921 | 1930 | 1950 | 1961 | 1970 | 1980 | 1991 | 2001 | 2011 | 2021 |
| -------------- | ---- | ---- | ---- | ---- | ---- | ---- | ---- | ---- | ---- | ---- | ---- | ---- | ---- | ---- | ---- |
| Počet obyvatel | 334  | 317  | 284  | 271  | 264  | 280  | 260  | 217  | 200  | 167  | 137  | 100  | 101  | 109  | 110  |
| Počet domů     | 42   | 48   | 51   | 48   | 49   | 52   | 56   | 57   | 51   | 50   | 46   | 54   | 42   | 50   | 53   |

## Obecní správa
Při sčítání lidu v letech 1850–1979 byl Bukol samostatnou obcí, nejprve v okrese Slaný, v letech 1921–1950 v okrese Kralupy nad Vltavou a od roku 1960 v okrese Mělník. Od 1. ledna 1980 je částí obce Vojkovice v okrese Mělník.

## Pamětihodnosti
- Kostel svatého Bartoloměje

## Rodáci
Z obce pochází první česká lékařka Bohuslava Kecková.

## Další fotografie

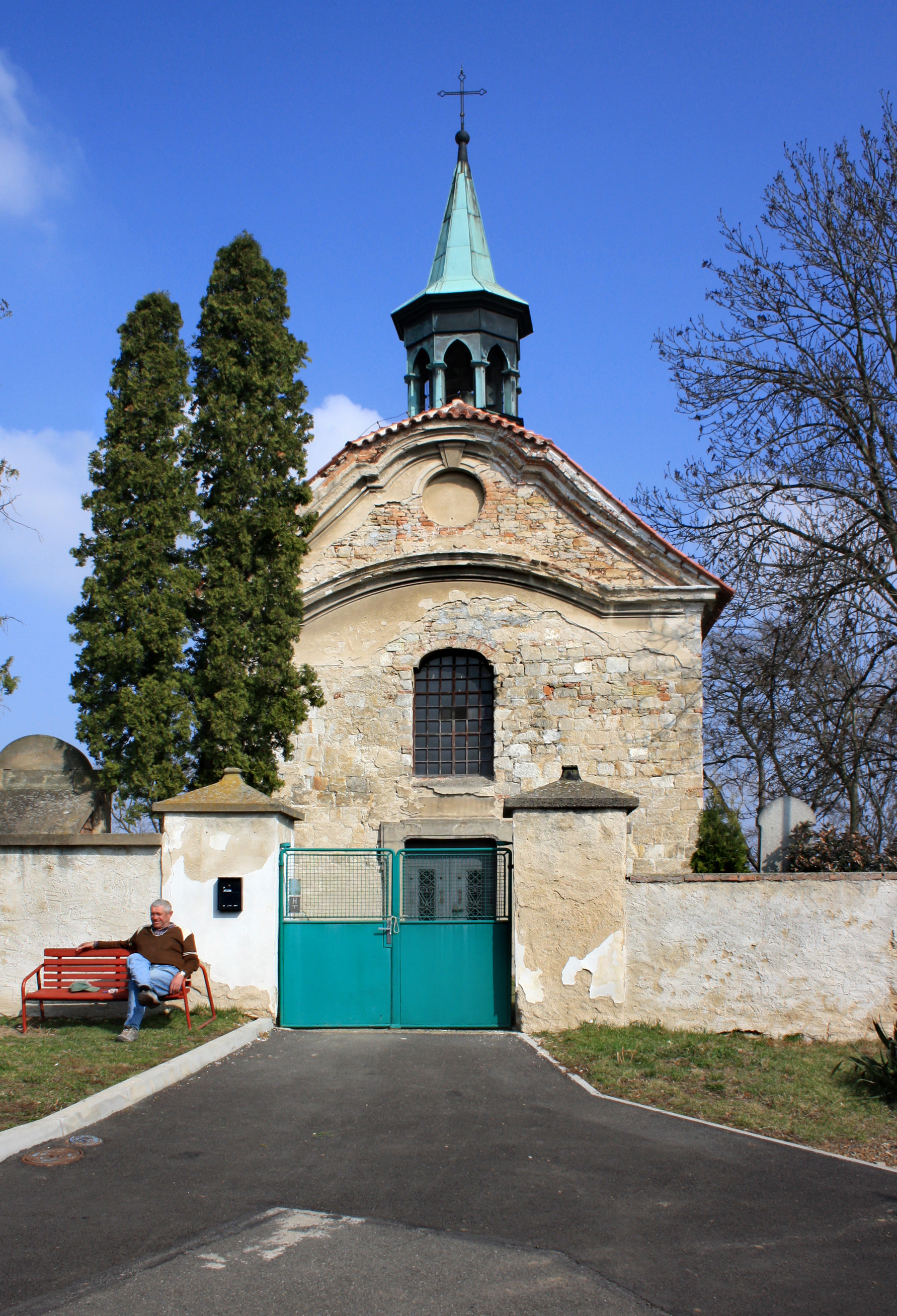
Kaple svatého Bartoloměje
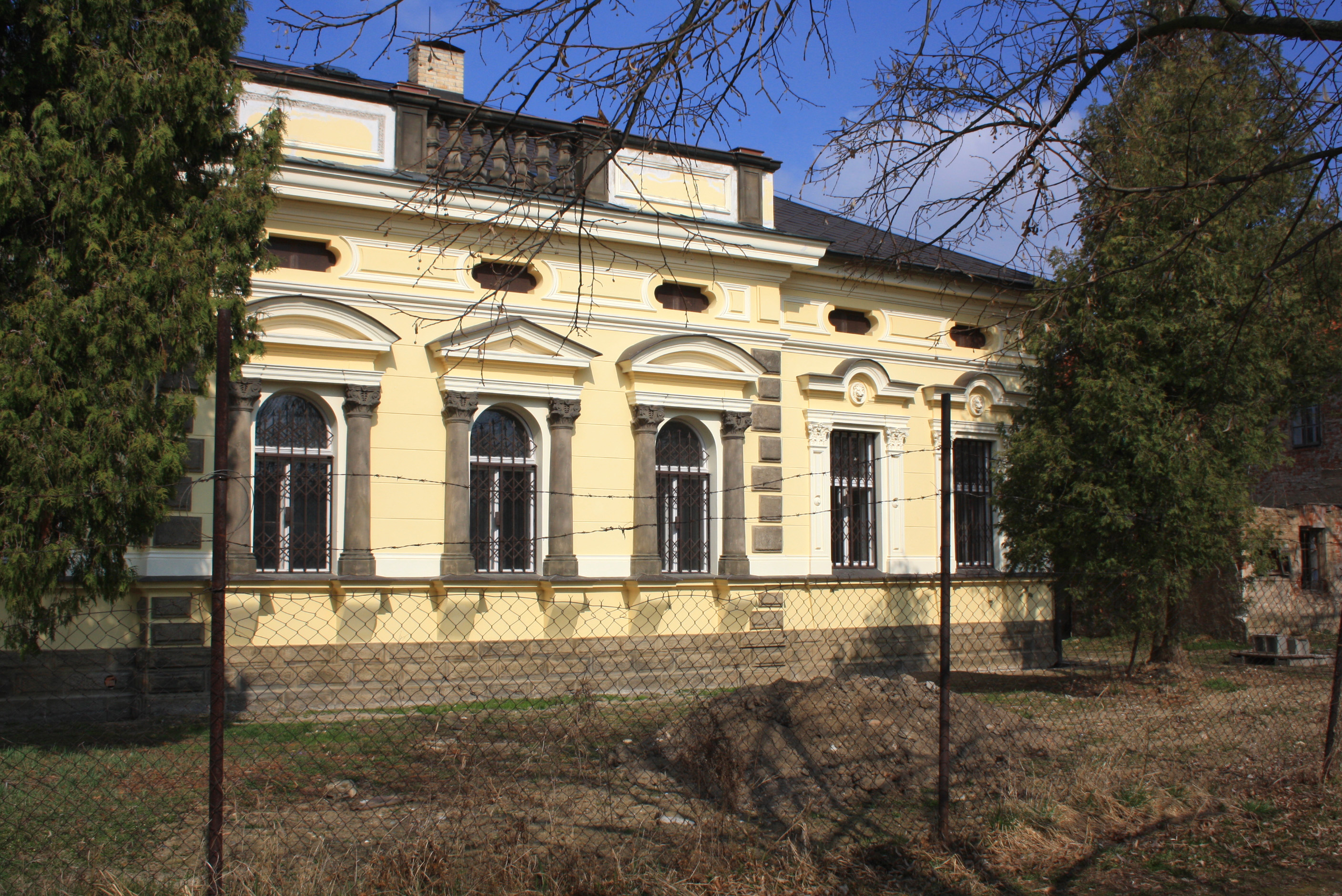
Budova bývalé školy